# The Boxing Girls of Kabul
The Boxing Girls of Kabul (en español, Las boxeadoras de Kabul) es un documental canadiense de 2011 dirigido por Ariel Nasr. 

## Sinopsis
La película sigue a jóvenes boxeadoras, bajo la dirección de Sadaf Rahimi y su entrenador Sabir Sharifi en la academia de boxeo femenino de Afganistán, mientras estas atletas enfrentan al acoso y las amenazas en sus esfuerzos por representar a su país en competencias internacionales e intentar calificarse para los Juegos Olímpicos de 2012.
Los entrenamientos tienen lugar en el Estadio Nacional de Afganistán, que anteriormente había sido escenario de ejecuciones por parte de los talibanes.

## Contexto
El documental, de 52 minutos de duración, fue producido por Annette Clarke para el National Film Board de Canadá. Julia Kent compuso la música para la película. Se presentó en 2011 en el Festival Internacional de Cine Documental de Ámsterdam (IDFA) y al año siguiente en el Festival Internacional de Cine Hot Docs de Toronto.
Los derechos de distribución en Estados Unidos fueron adquiridos por In Demand. Otros emisores incluyen TV5 Québec Canadá, Direct TV y DLA para América Latina, France Télévisions, DBS en Israel, Korean Broadcasting System y NHK de Japón.

## Reconocimientos
El documental ganó el Premio de Pluralismo de la Fundación Inspirit en el festival Hot Docs de Toronto. En marzo de 2013, la película ganó el premio al mejor cortometraje documental en los 1.º Premios Canadian Screen. Otros premios incluyen el de Mejor Documental en el Festival Internacional de Cine para Jóvenes Viewfinders en Halifax (del 17 al 21 de abril de 2012), y una Mención Honorífica por el Premio Colin Low en el Festival de Cine Documental DOXA en Vancouver (del 4 al 13 de mayo de 2012).